# Dilophus atripennis
Dilophus atripennis är en tvåvingeart som beskrevs av Hardy 1982. Dilophus atripennis ingår i släktet Dilophus och familjen hårmyggor. Inga underarter finns listade i Catalogue of Life.